# Málaga Club de Fútbol (femení)
El Málaga Club de Fútbol femení, originalment conegut com a Club Atlético Málaga, és un club espanyol de futbol femení establert el 1991 a la ciutat andalusa de Màlaga que milita a la Primera Divisió. El club està entrenat per Antonio Contreras i està plenament integrat en l'estructura del Màlaga CF des 2016, el màxim accionista i president del qual és Abdullah ben Nasser Al Thani.

## Palmarès

### Títols nacionals
- Lliga espanyola (1): 1998[1]
- Copa de la Reina (1): 1998[1]
- Supercopa d'Espanya (1): 1998-99[1]
- Grup 5 de Primera Nacional (2): 2007, 2008